# Amolops himalayanus
Amolops himalayanus es una especie de anfibio anuro de la familia Ranidae. Se distribuye por Nepal y el nordeste de la India (Darjeeling). Se considera en ocasiones un sinónimo de Amolops formosus.